# Shuldham Island
Shuldham Island är en ö i Kanada.   Den ligger i provinsen Newfoundland och Labrador, i den östra delen av landet, 1 700 km nordost om huvudstaden Ottawa. Arean är 8,8 kvadratkilometer.
Terrängen på Shuldham Island är platt. Öns högsta punkt är 157 meter över havet. Den sträcker sig 4,7 kilometer i nord-sydlig riktning, och 2,9 kilometer i öst-västlig riktning.
Trakten runt Shuldham Island består i huvudsak av gräsmarker. Trakten runt Shuldham Island är nära nog obefolkad, med mindre än två invånare per kvadratkilometer.